# Carlos Luís Frederico de Meclemburgo-Strelitz
Carlos Luís Frederico de Meclemburgo (23 de fevereiro de 1708 - 5 de junho de 1752) foi um príncipe de Mirow, membro da Casa de Meclemburgo-Strelitz e pai da rainha Carlota da Grã-Bretanha.

## Vida
Carlos nasceu em Strelitz, filho do duque reinante de Meclemburgo-Strelitz, Adolfo Frederico II, e da sua terceira esposa, a princesa Cristiana Emília de Schwarzburg-Sondershausen. O seu pai morreu quando ele tinha apenas três meses de idade. O seu meio-irmão, Adolfo Frederico, sucedeu o pai como duque de Meclemburgo-Strelitz enquanto Carlos herdou o principado de Mirow e Nemerow. Após a morte do pai, Carlos passou a viver em Mirow com a mãe. Mais tarde frequentou a Universidade de Greifswald na Pomerânia.
Carlos, que tocava flauta transversal, partiu em 1726 numa digressão pela Europa para aprender mais sobre música. Depois de visitar Genebra, Itália e França, foi até Viena, onde serviu o sacro-imperador como coronel-tenente por um breve período de tempo antes de regressar a Mirow.
Depois de deixar o exército, Carlos viveu com a família no Castelo de Mirow, passando grande parte do tempo a gerir as suas propriedades e a supervisionar a educação dos seus filhos. Viveu em Mirow até morrer aos quarenta-e-quatro anos de idade.
Quando o seu meio-irmão mais velho, Adolfo Frederico III, morreu em Dezembro de 1752 sem deixar herdeiros varões, o filho de Carlos Frederico, Adolfo Frederico, tornou-se duque de Meclemburgo-Strelitz.

## Casamento e descendência
Carlos casou-se no dia 5 de Fevereiro de 1735 com a princesa Isabel Albertina de Saxe-Hildburghausen, filha do duque Ernesto Frederico I de Saxe-Hildburghausen. Isabel tornou-se regente do seu filho e teve um papel importante na luta pelo trono após a morte do marido.
O casal teve dez filhos, seis dos quais chegaram à idade adulta:
1. Cristina de Meclemburgo-Strelitz (6 de dezembro de 1735 – 31 de agosto de 1794), morreu solteira e sem descendência.
2. Carolina de Meclemburgo-Strelitz (nascida e morta a 22 de dezembro de 1736)
3. Adolfo Frederico IV de Meclemburgo-Strelitz (5 de maio de 1738 – 2 de junho de 1794), duque de Meclemburgo-Strelitz; morreu solteiro e sem descendência.
4. Isabel Cristina de Meclemburgo-Strelitz (13 de abril de 1739 – 9 de abril de 1741), morreu com dois anos de idade.
5. Sofia Luísa de Meclemburgo-Strelitz (16 de maio de 1740 – 31 de janeiro de 1742), morreu com dois anos de idade.
6. Carlos II de Meclemburgo-Strelitz (10 de outubro de 1741 – 6 de novembro de 1816), casado primeiro com a condessa Frederica de Hesse-Darmstadt; com descendência. Casado depois com a condessa Carlota Guilhermina de Hesse-Darmstadt; com descendência.
7. Ernesto de Meclemburgo-Strelitz (27 de agosto de 1742 – 27 de janeiro de 1814), casado com Mary Eleanor Bowes; com descendência.
8. Carlota de Meclemburgo-Strelitz (19 de maio de 1744 – 17 de Novembro de 1818), casada com o rei Jorge III da Grã-Bretanha; com descendência.
9. Gotthelf de Meclemburgo-Strelitz (29 de outubro de 1745 – 31 de outubro de 1745), morreu com poucos dias de idade.
10. Jorge Augusto de Meclemburgo-Strelitz (16 de agosto de 1748 – 14 de novembro de 1785), oficial da Marinha Britânica; morreu solteiro e sem descendência.

## Genealogia
| Carlos Luís Frederico de Meclemburgo-Strelitz | Pai: Adolfo Frederico II de Meclemburgo-Strelitz   | Avô paterno: Adolfo Frederico I de Meclemburgo                  | Bisavô paterno: João VII de Meclemburgo                      |
| Carlos Luís Frederico de Meclemburgo-Strelitz | Pai: Adolfo Frederico II de Meclemburgo-Strelitz   | Avô paterno: Adolfo Frederico I de Meclemburgo                  | Bisavó paterna: Sofia de Holstein-Gottorp                    |
| Carlos Luís Frederico de Meclemburgo-Strelitz | Pai: Adolfo Frederico II de Meclemburgo-Strelitz   | Avó paterna: Maria Catarina de Brunswick-Dannenberg             | Bisavô paterno: Júlio Ernesto de Brunswick-Dannenberg        |
| Carlos Luís Frederico de Meclemburgo-Strelitz | Pai: Adolfo Frederico II de Meclemburgo-Strelitz   | Avó paterna: Maria Catarina de Brunswick-Dannenberg             | Bisavó paterna: Maria da Frísia Oriental                     |
| Carlos Luís Frederico de Meclemburgo-Strelitz | Mãe: Cristiana Emília de Schwarzburg-Sondershausen | Avô materno: Cristiano Guilherme I de Schwarzburg-Sondershausen | Bisavô materno: António Günther de Schwarzburg-Sondershausen |
| Carlos Luís Frederico de Meclemburgo-Strelitz | Mãe: Cristiana Emília de Schwarzburg-Sondershausen | Avô materno: Cristiano Guilherme I de Schwarzburg-Sondershausen | Bisavó materna: Maria Madalena de Zweibrücken-Birkenfeld     |
| Carlos Luís Frederico de Meclemburgo-Strelitz | Mãe: Cristiana Emília de Schwarzburg-Sondershausen | Avó materna: Antónia Sibila de Barby-Mühlingen                  | Bisavô materno: Alberto Frederico I de Barby-Mühlingen       |
| Carlos Luís Frederico de Meclemburgo-Strelitz | Mãe: Cristiana Emília de Schwarzburg-Sondershausen | Avó materna: Antónia Sibila de Barby-Mühlingen                  | Bisavó materna: Sofia Úrsula de Oldemburgo-Delmenhorst       |